# Dalum
Dalum – miejscowość (tätort) w Szwecji, w regionie administracyjnym (län) Västra Götaland, w gminie Ulricehamn.
Według danych Szwedzkiego Urzędu Statystycznego liczba ludności wyniosła: 651 (31 grudnia 2015), 674 (31 grudnia 2018) i 674 (31 grudnia 2019).